# Плодосовхоз (Саратовская область)
Плодосовхо́з — посёлок в Энгельсском районе Саратовской области. Входит в состав городского поселения город Энгельс.

## География
Посёлок находится у южной окраины города Энгельс, административного центра района.

### Часовой пояс
Посёлок Плодосовхоз, как и вся Саратовская область, находится в часовой зоне МСК+1. Смещение применяемого времени относительно UTC составляет +4:00.

## История
Посёлок возник в середине XX века и первоначально назывался Плодопитомник. В поздний советский период посёлок был частью Квасниковского сельсовета и центральной усадьбой плодосовхоза имени Энгельса.

## Население
| 2002 | 2010 |
| ---- | ---- |
| 176  | ↘154 |

### Национальный состав
Согласно результатам переписи 2002 года, в национальной структуре населения русские составляли 91 % из 176 чел.